# (21109) Sünkel
(21109) Sunkel, désignation internationale (21109) Sünkel, est un astéroïde de la ceinture principale.

## Description
(21109) Sunkel est un astéroïde de la ceinture principale. Il fut découvert le 4 septembre 1992 à Tautenburg par Lutz Dieter Schmadel et Freimut Börngen. Il présente une orbite caractérisée par un demi-grand axe de 3,11 UA, une excentricité de 0,12 et une inclinaison de 13,7° par rapport à l'écliptique.

## Compléments